# غول سرن اباس

غول سرن اباس

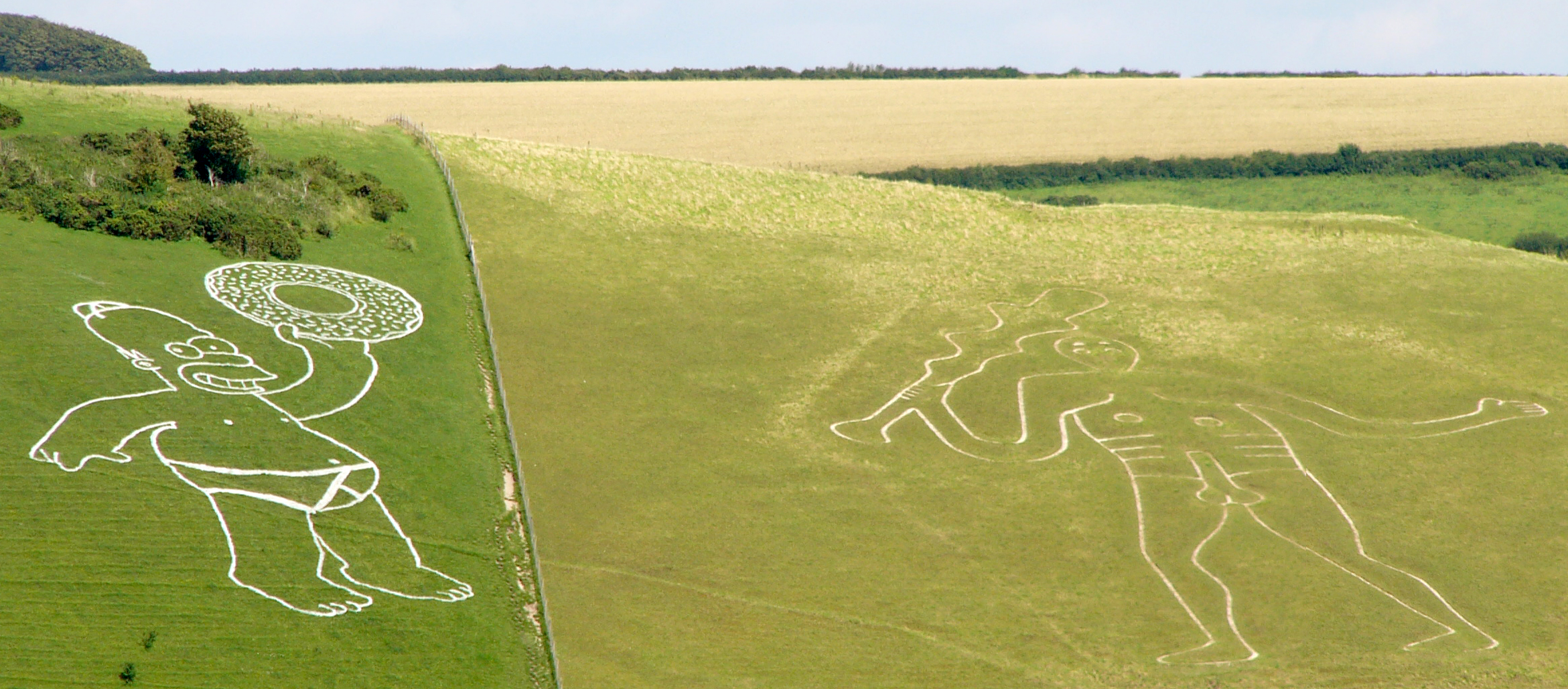
نگاره هومر سیمپسون برای تبلیغ فیلم سیمپسون‌ها

غول سِرن اباس (انگلیسی: Cerne Abbas Giant) تپه‌نگاره‌ای در دورست انگلستان است که با چمن‌زنی و پرکردن با گچ فرنگی به شکل آدمی لخت با آلتی آخته و چماقی در دست ایجاد شده‌است.
مطالعه و بررسی گسترده‌ای در مورد این اثر صورت گرفته اما هنوز اطلاع دقیقی از ماهیت و پیشینه‌اش در دست نیست و با این‌که اغلب آن را اثری باستانی می‌دانند اما قدیمی‌ترین ارجاع به آن در میان منابع به اواخر قرن هفده میلادی بازمی‌گردد.
در سال ۱۹۲۱ شخصی به نام والتر لانگ اهل جیلینگهام، دورست پویشی را با هدف پوشاندن آلت تناسلی غول سرن اباس آغاز کرد. پویش لانگ توانست حمایت چند اسقف را هم جلب کند.
در دوران جنگ جهانی دوم غول سرن اباس بوته و خاشاک پوشانده شد تا نیروی هوایی آلمان نازی نتواند از آن به عنوان لندمارک برای مسیریابی استفاده کنند.
در ژوئیه ۲۰۰۷ و به عنوان بخشی از تبلیغات فیلم سیمپسون‌ها، در کنار غول سرن اباس یک هومر سیمپسون غول‌پیکر قرار داده شده که به جای چماق یک دونات در دست دارد. این عمل موجب خشم پیروان پگانیسم مدرن شد و ایشان اعلام کردند که با استفاده از «جادوی باران» نگاره هومر سیمپسون را از تپه خواهند شست.
پیش از سال ۲۰۰۸ چمن محوطه به صورت طبیعی رشد می‌کرد و کوتاه کردن آن بر عهده گوسفندهای روستاهای اطراف بود؛ ولی پس از سال ۲۰۰۸ به علت کمبود گوسفند به همراه بارش باران زیاد نشنال تراست مجبور شد تپه‌نگاره را بازسازی کند. در جریان بازسازی غول سرن اباس ۱۷ تن گچ استفاده شد. بنا به برنامهٔ نشنال تراست، چمن محوطه به صورت منظم کوتاه می‌شود و گچ‌کاری غول هر ۲۵ سال یکبار بازسازی می‌گردد.

## نگارخانه

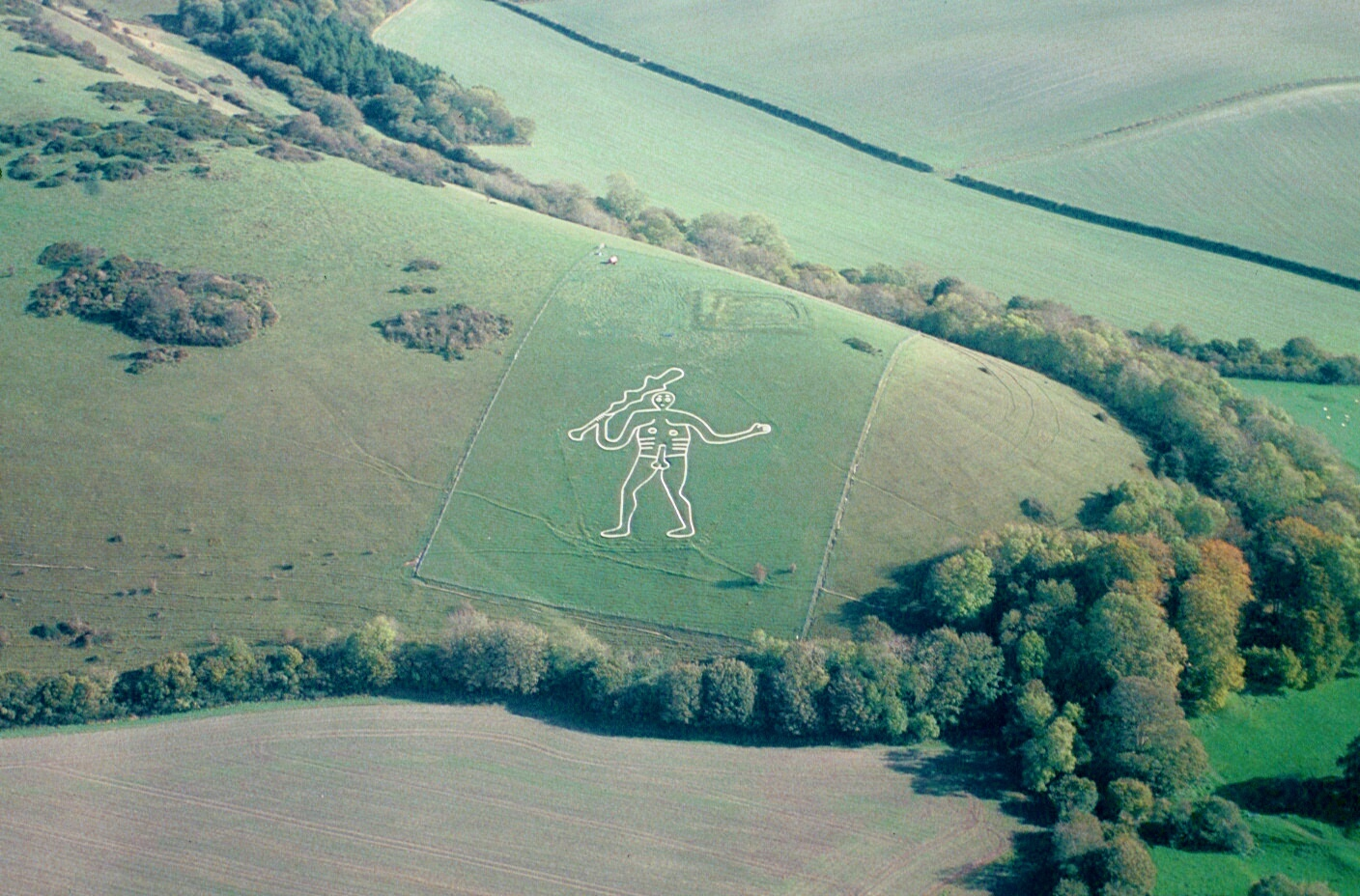
دید هوایی
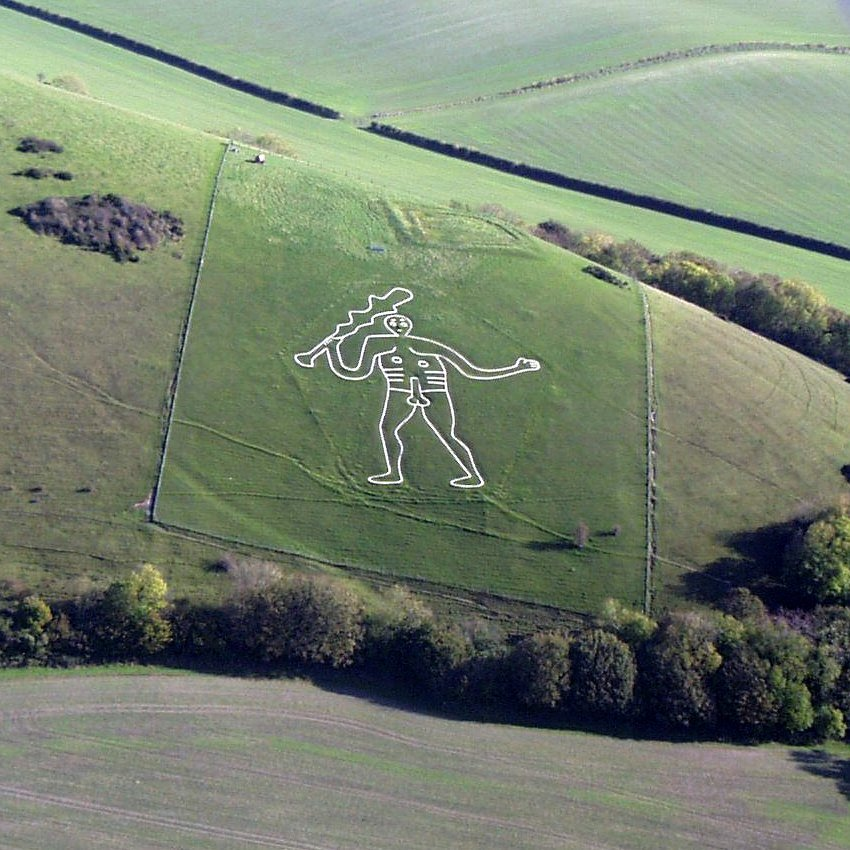
دید هوایی
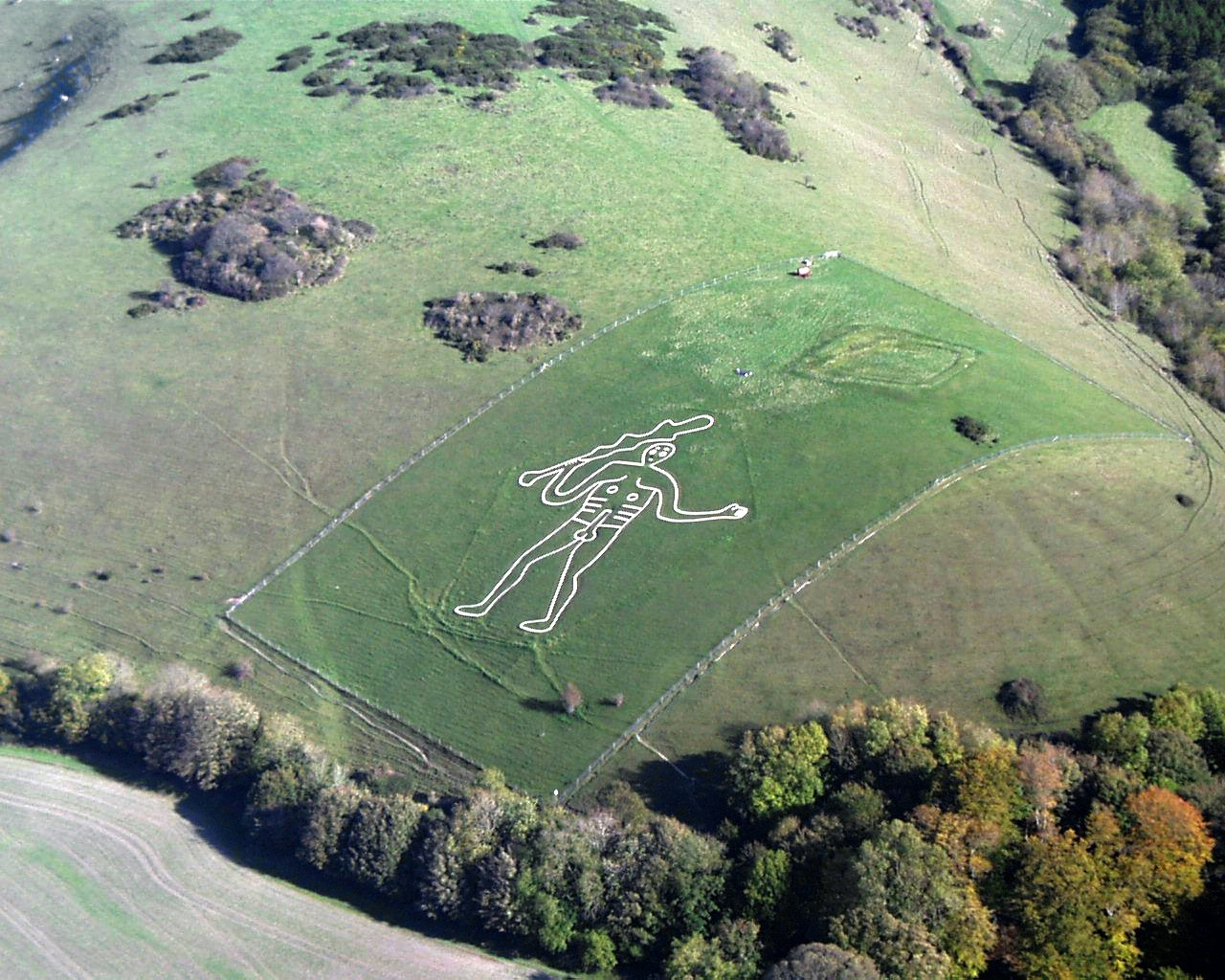
دید هوایی
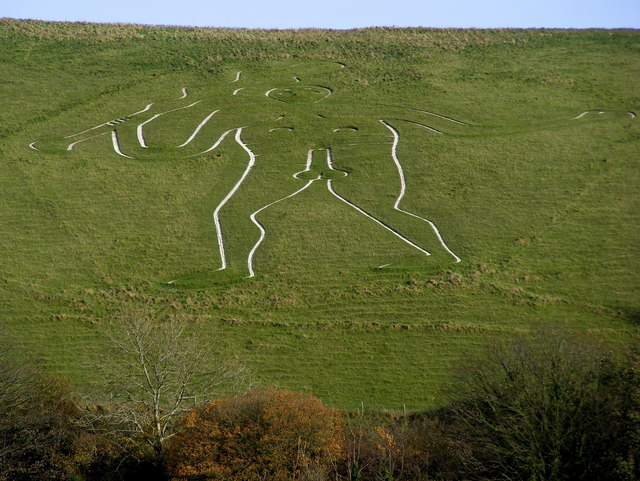
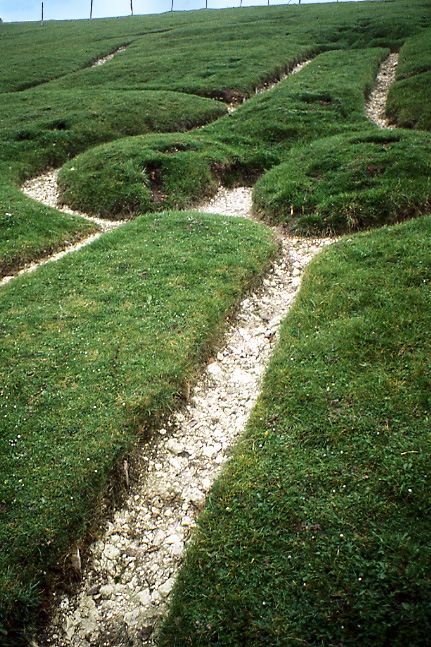
آلت تناسلی غول
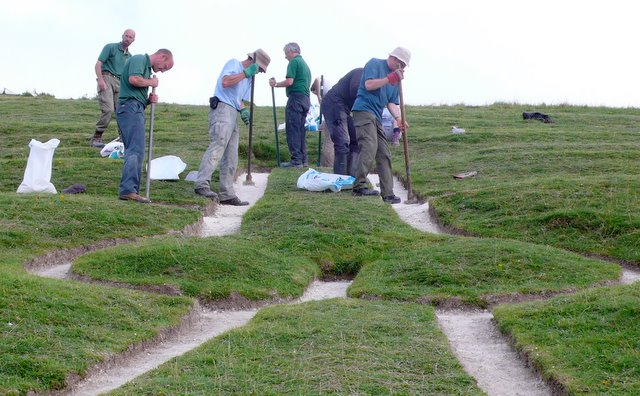
بازسازی در سال ۲۰۰۸